# Joachim van den Hove

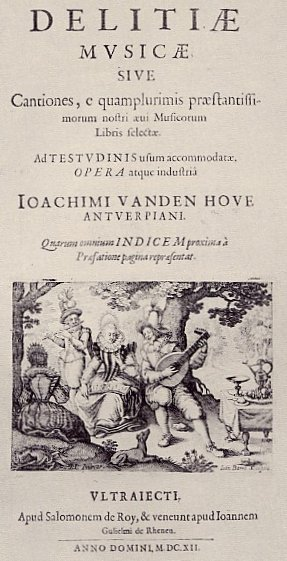
Voorkant van Delitiae Musicae

Joachim van den Hove (Antwerpen, 1567 – Den Haag, 1620)
was een componist en luitist in de Spaanse Nederlanden. Hij schreef
werken voor luit solo en voor luit en zang. Ook maakte hij vele bewerkingen
(intavoleringen) voor luit van Italiaanse, Franse en Engelse vocale en instrumentale
muziek, en van Nederlandse en Vlaamse volksmuziek.

## Leven
Van den Hove werd geboren in Antwerpen, in het hertogdom Brabant in de Spaanse Nederlanden. Zijn vader, Peeter van den Hove, was daar een gerespecteerd muzikant. Het gezin Van den Hove vluchtte na de Val van Antwerpen (1585) naar Holland. De zonen Joachim en Hercules zouden beiden luitist in Leiden worden. Mogelijk kregen ze les van de Antwerpse luitist Emanuel Adriaenssen. Joachim van den Hove trouwde in 1594 met Anna Rodius. Ze kregen een onbekend aantal kinderen.
Van den Hove woonde een groot deel van zijn leven in Leiden. Hij was daar luitist en gaf er ook les. Zijn bekendste leerlingen waren de jonge Maurits van Oranje en Frederik Hendrik van Oranje. Aanvankelijk was hij succesvol in de muziek en gingen de zaken goed, maar vanaf 1610 liepen zijn schulden op. In 1616 vluchtte hij naar Den Haag om zijn schuldeisers te ontlopen. Daar sleet hij zijn laatste jaren in armoede. Van den Hove stierf in 1620.

## Werken
Publicaties van Joachim van den Hove zijn:
- Florida (Utrecht, 1601)
- Delitiae Musicae (Utrecht, 1612)
- Praeludia testudinis (Leiden, 1616)

- Bibliothèque nationale de France: cb13985081t (data)
- Biografisch Portaal: 90048999
- Gemeinsame Normdatei: 134411447
- International Standard Name Identifier: 0000 0001 0861 7580
- Library of Congress Control Number: no92015190
- Nationale Bibliotheek van Letland: 000052254
- MusicBrainz: dba9f172-2d52-448d-88f9-55992e45d91a
- Nationale Bibliotheek van Tsjechië: pna20201076620
- Nationale Bibliotheek van Israël: 987007452115505171
- Nederlandse Thesaurus van Auteursnamen: 096709677
- Système universitaire de documentation: 152054189
- Virtual International Authority File: 205546
- WorldCat: E39PBJyhcvBTGXwJ6TWdMYRBT3